# Сурис (река)
Сури́с (англ. Souris River, фр. Souris), также Ма́ус (Mouse River) — река в Канаде, протекающая в провинциях Саскачеван и Манитоба, а также по территории США (Северная Дакота). Берёт начало на юго-востоке Саскачевана, впадает в реку Ассинибойн в Манитобе.

## География и гидрография
Общая протяжённость разными источниками оценивается в 700, 720 и 966 км, в том числе более 570 км на территории Северной Дакоты. Река берёт своё начало на заболоченных равнинах Йеллоу-Грасс севернее Вейберна (Саскачеван), течёт на юго-восток мимо Эстевана и затем на юг, пересекая канадско-американскую границу неподалёку от Шервуда (Северная Дакота). На территории Северной Дакоты носит название Маус. В Северной Дакоте протекает через город Майнот и рядом с городами Берлингтон и Сойер. Русло достигает своей крайней южной точки вблизи от Велвы, затем поворачивая на север, проходя мимо Таунера и возвращаясь на территорию Канады в Манитобе поблизости от Уэстхоупа. У города Сури петляет по глубоким теснинам, после чего резко поворачивает на северо-восток, где впадает в Ассинибойн неподалёку от Брандона.
Извилистое, меандрирующее течение реки, с определённого ракурса напоминающее мышиный след, принесло ей название Сурис (фр. Souris — «мышь»; официальное название реки в Северной Дакоте — Маус, англ. Mouse — представляет собой буквальный перевод оригинального французского названия). На большой части протяжения река следует вдоль контуров стока ледникового озера, получившего то же название. В верховьях река собирает воду с отрогов горы Муз и плато Миссури. Площадь водосборного бассейна, по разным источникам, от 22 000 до 23 600 кв. миль (57—61 тыс. км²). На реке часто случаются половодья, крупнейшие из которых зарегистрированы в 1969, 1976 и 2011 годах (последнее остаётся наиболее масштабным за историю).

## Хозяйственное значение
На значительном протяжении русло реки проходит по территориям с богатыми почвами, сформировавшимися благодаря илистым и глинистым отложениям ледникового озера. Благодаря этому в регионе вдоль реки процветает земледелие. Особенно известны местные твёрдые сорта озимой пшеницы. Окрестности реки также богаты полезными ископаемыми. Близ Эстевана, Бьенфета (Саскачеван) и Майнота добывается каменный уголь, а у Майдейла (Саскачеван) и Вердена (Манитоба) — нефть.
На протяжении истории освоения региона река играла важную транспортную роль. Вначале она использовалась как вспомогательный маршрут торговцев пушниной, и между 1785 и 1832 годами на её берегах были основаны не менее семи мехоторговых факторий. В 1890-е годы по ней переправляли уголь из Рош-Персе в Виннипег, а позднее она служила для транспортировки пшеницы.
Частые разливы реки стали причиной строительства на ней гидротехнических сооружений, предотвращающих наводнения. В 1990-е годы было предпринято строительство плотины Рафферти-Аламеда на территории Саскачевана; ранее, в 1957 году, была построена плотина на притоке Суриса Лонг-Крике; с помощью этого сооружения отводится вода для охлаждения тепловой электростанции Баундари-Дам. Водохранилища на Лонг-Крике и Сурисе также поставляют воду для более новой электростанции Шанд. Между Канадой и США действуют соглашения о распределении воды бассейна Суриса, согласно которым Саскачеван имеет право использовать для своих нужд до 50 % общего объёма.